# Bernhard von Plettenberg (Domkantor)
Bernhard von Plettenberg (* 1657; † 22. November 1708 in Paderborn) war Domherr in Münster und Domkantor in Paderborn.

## Leben

### Herkunft und Familie
Bernhard wuchs als Sohn des Bernhard von Plettenberg zu Lenhausen (1615–1679) und seiner Gemahlin Odilia von Fürstenberg zu Schnellenberg und Waterlappe (1617–1683) in einer der ältesten und bedeutendsten westfälischen Adelsfamilien auf. Seine Geschwister waren:
- Friedrich Christian (1644–1706, Fürstbischof von Münster)
- Maria Ida, Stiftsdame zu Fröndenberg, ⚭ Johann Friedrich von Beverförde
- Christian Dietrich (1647–1694, Domscholaster in Hildesheim)
- Friedrich Mauritz (1648–1714, Domherr in Hildesheim und Münster)
- Ferdinand (1650–1712, Dompropst in Münster)
- Wilhelm († 1711, Domherr in Speyer und Landkomtur des Deutschen Ordens)
- Ursula Helena (1654–1720, ⚭ 1671 Franz Wilhelm von Galen zu Assen (1648–1716))
- Johann Adolph (1655–1696, kurkölnischer Kämmerer und Geheimrat)

### Werdegang und Wirken
Durch päpstlichen Zuspruch erhielt Bernhard im Jahre 1673 eine Dompräbende in Paderborn. Elf Jahre später erteilte ihm sein Onkel, der Turnar Johann Adolf von Fürstenberg, eine Präbende in Münster, auf die er im Jahre 1708 zugunsten seines Neffen Friedrich Bernhard Wilhelm verzichtete. 1675 nahm Bernhard ein Studium an der Philipps-Universität Marburg auf und immatrikulierte am 15. März 1677 an der Universität Köln mit dem Fach Rechtswissenschaft. Später bekleidete er das Amt des Domkantors in Paderborn. Am 17. Februar 1703 erhielt er die Obedienz St. Blasii oder Sommersell.